# Ferdinand Jacobson
Ferdinand Jacobson (* 5. Februar 1822 in Berlin; † 16. Februar 1905 in Hamburg) war ein deutscher Kaufmann, Bankier und Abgeordneter.

## Leben
Ferdinand Jacobson war Sohn von Israel Jacobson, dem Gründer der Jacobsonschule in Seesen und seiner zweiten Frau Jeanette Leffmann. Nach Absolvierung einer kaufmännischen Ausbildung, erlangte er eine Stellung bei M. Robinow & Söhne Hamburg. Später eröffnete die Handelsfirma Ferdinand Jacobson. Er konnte sich schnell etablieren und legte 1851 den Hamburgischen Bürgereid ab. Nach ausgedehnten Geschäftsreisen wendete er sich dem Bankgewerbe zu und zählte 1856 zu den Gründern der Norddeutschen Bank. Er war mit einem Gründungskapital von 800.000 Mark Banco beteiligt. Er gehörte dem Verwaltungsrat der Norddeutschen Bank von 1856 bis 1872 und von 1881 bis 1892 an.
Ab 1858 gehörte Jacobson der Commerzdeputation an, die er im Jahre 1861 als Präses leitete.
Jacobson war weiterhin vielfältig ehrenamtlich in verschiedenen Deputationen in Hamburg engagiert. Von 1859 bis 1862, von 1865 bis 1870 und von 1880 bis 1883 gehörte er der Hamburgischen Bürgerschaft an.
Die Firma Ferdinand Jacobson bestand bis 1940.